# COPAS-System
Das COPAS (Canopy Operation Permanent Access System) dient der Erforschung der Biodiversität und der Funktion des Ökosystems „Baumkronen“ im Amazonas-Regenwald.

## Allgemeines
Die Unerforschtheit des tropischen Regenwaldes beruht vor allem auf der Unzugänglichkeit des Kronendachs der tropischen Wälder. In den Baumkronen leben die meisten Tiere und Pflanzen der Regenwälder. Ein komplexes Netzwerk von Beziehungen zwischen ihnen bildet die Grundlage für die Funktion, die Stabilität, den Schutz und die Nutzbarkeit dieses besonderen Ökosystems. Nur wenige Versuche gab es bisher, diesen Teil des Regenwaldes zu erforschen. Die Arbonauten, wie die Erforscher der Baumkronen auch genannt werden, versuchten bisher durch Luftschiffe, durch den Einsatz von Baukränen (Baumkronendachkran des Smithsonian Tropical Research Instituts in Panama), festinstallierte Plattformen, Netzkonstruktionen oder Baumflöße, vor allem aber durch verschiedene Klettertechniken, diesen neben der Tiefsee letzten unerforschten „Kontinent“ auf unserer Erde zu erobern. Alle bisherigen Versuche in 30 bis 60 Meter über dem Erdboden zu arbeiten, sind von verschiedenen Schwierigkeiten und Risiken begleitet.
Daher entwickelten Forscher der Universität Ulm, Abteilung Spezielle Botanik, eine neuartige Technologie, um die Erforschung der Baumkronen zu verbessern. Das COPAS-System erlaubt erstmals eine sichere Erforschung der Baumkronenregion vom Boden bis in eine Höhe von 60 Metern, ohne in das Ökosystem störend einzugreifen. Der Name solcher Anlagen bezieht sich auf englisch Canopy walkway für ‚Baumkronenpfad‘.

## Aufbau
COPAS besteht aus 3 Masten mit 45 Metern Länge und einem Ballon, mit einem Durchmesser von ca. 10 Metern mit daran hängender Gondel. Der Ballon kann durch drei Winden an jeden beliebigen Punkt der ca. 1,4 Hektar großen Untersuchungsfläche gesteuert werden. Durch einen Elektromotor kann die Gondel zusätzlich in der Höhe verändert werden. Jeder der drei 45 Meter hohen Masten besteht aus 16 2,8 Meter langen und ca. 450 kg schweren Rundrohre. Damit ergibt sich ein Gesamtgewicht des Systems von annähernd 70 Tonnen, die im Regenwald von Französisch-Guayana installiert werden. Der in einer maximalen Höhe von 120 m schwebende Ballon hat ein Füllungsvolumen von 650 m³ Helium und kann damit eine Last von 600 kg tragen. Insgesamt bedarf es einer Menge von ca. 3200 Schrauben, um das System zu montieren.
Getestet wurde das System im Botanischen Garten der Universität Ulm. Inzwischen wird es vom Centre national de la recherche scientifique (CNRS) in Französisch-Guyana aufgebaut. Baubeginn war 2003.

## Auszeichnungen
COPAS und das gleichzeitig entwickelte Forschungskonzept wurden 1996 mit dem Körberpreis für die europäische Wissenschaft geehrt und aufgrund seiner Einzigartigkeit und seiner europäischen Dimension mit einem Preisgeld in Höhe von 1,25 Millionen DM unterstützt.